# Ришар дьо Бюр
Ришар дьо Бюр е кастелан на Шателблан, Бялата кула в Сафита и изпълнява длъжността Велик Магистър на Ордена на Тамплиерите между 1245 – 1247. Това е периодът, за който се счита, че предшественикът му Арман дьо Перигор е бил в плен. Ришар заема тази позиция в драматичен период и името му се споменава в много документи  като един от магистрите, вземали важни решения. 